# Старо-Русский укреплённый район
Старо-Русский укреплённый район — воинское соединение СССР в Великой Отечественной войне.

## История
Сформирован в составе Северо-Западного фронта 10 июля 1941 года. Номера не имел.
В действующей армии с 10 июля 1941 года по 30 июля 1941 года.
Строительство оборонительных сооружений укреплённого района начато 4 июля 1941 года в 50-ти километровой полосе на юг от озера Ильмень с целью не допустить наступления противника в обход озера с юга. На строительстве было занято около 10 тысяч человек.
На 29 июля 1941 года в укрепрайоне было построено: противотанковых препятствий — 60 километров, противопехотных — 10 километров, орудийно-пулеметных дзотов — 194, окопов полного профиля — 425, установлено 17 тысяч мин.
Очень вероятно, что как воинское соединение укомплектован не был, исключая управление района.
30 июля 1941 года расформирован.

## Полное название
Старо-Русский укреплённый район

## Состав
Только управление района

## Подчинение
| Дата            | Фронт (округ)         | Армия | Корпус (группа) | Примечания |
| --------------- | --------------------- | ----- | --------------- | ---------- |
| 10.07.1941 года | Северо-Западный фронт | -     | -               | -          |

## Коменданты района
- генерал-майор Н. Д. Гусев